# Herrick (Dakota du Sud)
Pour les articles homonymes, voir Herrick.
Herrick est une municipalité américaine située dans le comté de Gregory, dans l'État du Dakota du Sud.
Fondée en 1904, la localité doit son nom à Samuel Herrick, neveu du gouverneur Charles N. Herreid (en), qui joua un rôle important dans l'ouverture de la réserve indienne de Rosebud.

## Démographie
| 1910 | 1920 | 1930 | 1940 | 1950 | 1960 |
| ---- | ---- | ---- | ---- | ---- | ---- |
| 412  | 422  | 339  | 246  | 169  | 160  |

| 1970 | 1980 | 1990 | 2000 | 2010 | - |
| ---- | ---- | ---- | ---- | ---- | - |
| 126  | 115  | 139  | 105  | 105  | - |

Selon le recensement de 2010, Herrick compte 105 habitants. La municipalité s'étend sur 0,52 milles carrés (1,35 km2).